# Mjuasjön (Augerums socken, Blekinge)
Mjuasjön är en sjö i Karlskrona kommun i Blekinge och ingår i Lyckebyåns huvudavrinningsområde. Sjön har en area på 0,0919 kvadratkilometer och ligger 83,7 meter över havet.

## Delavrinningsområde
Mjuasjön ingår i det delavrinningsområde (623941-149459) som SMHI kallar för Utloppet av Stora Havsjön. Medelhöjden är 80 meter över havet och ytan är 8,23 kvadratkilometer. Det finns inga avrinningsområden uppströms utan avrinningsområdet är högsta punkten. Vattendraget som avvattnar avrinningsområdet har biflödesordning 2, vilket innebär att vattnet flödar genom totalt 2 vattendrag innan det når havet efter 13 kilometer. Avrinningsområdet består mestadels av skog (61 %) och jordbruk (13 %). Avrinningsområdet har 1,4 kvadratkilometer vattenytor vilket ger det en sjöprocent på 17 %. Bebyggelsen i området täcker en yta av 0,08 kvadratkilometer eller 1 % av avrinningsområdet.